# 清見屋
株式会社清見屋（せいみや）は、かつて千葉県佐原市（現・香取市）で百貨店の佐原ショッピングプラザ清見屋（さわらショッピングプラザせいみや）を経営していた企業。
佐原ショッピングプラザ清見屋はJR成田線佐原駅近くにあった。
茨城県潮来市を中心とする茨城県と千葉県にスーパーマーケット「セイミヤ」は1887年（明治20年）に漬物店として創業した企業である。

## 来歴

### 創業
佐藤新兵衛の次男の治兵衛が佐原の下宿イ611で独立したのが始まりである。
1883年（明治16年）に清宮甚兵衛が家業を継承した。
1948年（昭和23年）頃までは常に5人以上の丁稚を抱えていた。
1948年（昭和23年）9月24日に資本金30万円で「株式会社清見屋呉服店」を設立して法人化した。
1957年（昭和32年）9月に佐原市佐原イ514に洋品雑貨と既製服を扱う支店を開設した。
1971年（昭和46年）9月に「株式会社清見屋」へ商号を変更し、同年10月にまだ倉庫が多かった国鉄成田線佐原駅南口に大型店を開店させた。
1978年（昭和53年）には店舗の改築を行い、洋品売場の面積を呉服売場よりも増やした。1979年（昭和54年）には近くに十字屋佐原店も開店し、清見屋と十字屋は佐原駅前の繁栄の原動力となった。

### 閉店・跡地

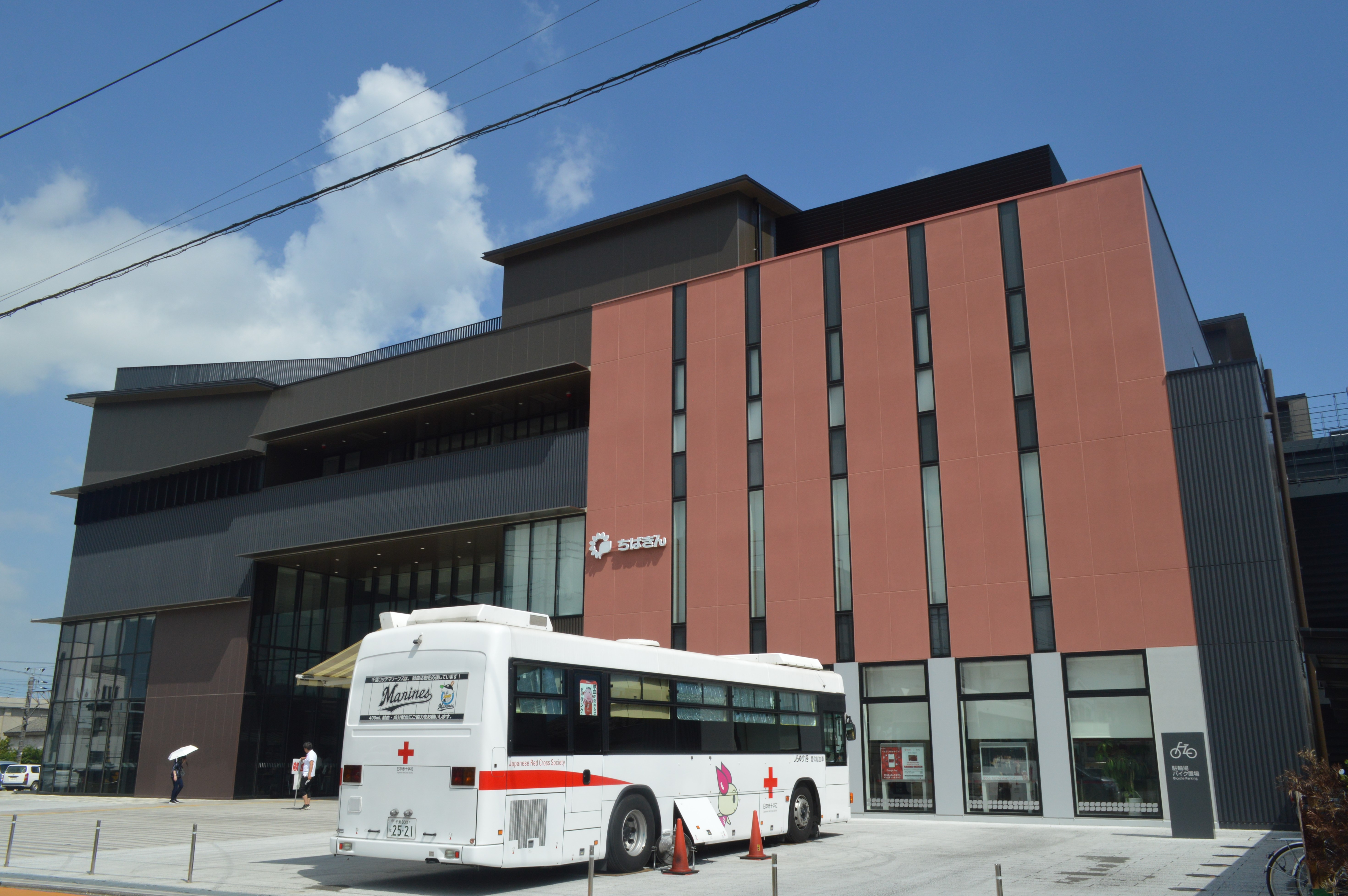
跡地にオープンしたみんなの賑わい交流拠点コンパス

1997年（平成9年）には同じく佐原駅前の十字屋佐原店が閉店。2004年（平成16年）2月、自己破産により閉店となった。閉店後の跡地には、2022年（令和4年）12月25日にみんなの賑わい交流拠点コンパスがオープンした。

#### 広報資料・プレスリリースなど一次資料
1. ↑  “みんなの賑わい交流拠点コンパス（KOMPAS）オープニングセレモニーを開催します”.  香取市 (2022年12月19日). 2024年3月27日閲覧。